# Stalix sheni
Stalix sheni är en fiskart som beskrevs av Smith-vaniz, 1989. Stalix sheni ingår i släktet Stalix och familjen Opistognathidae. Inga underarter finns listade i Catalogue of Life.